# Distrito de Ayodhya
Ayodhya (en hindi; फैजाबाद जिला) es un distrito de India en el estado de Uttar Pradesh. Código ISO: IN.UP.FZ.
Comprende una superficie de 2764 km².
El centro administrativo es la ciudad de Ayodhya.

## Demografía
Según censo 2011 contaba con una población total de 2 468 371 habitantes.